# Harry Liedtke

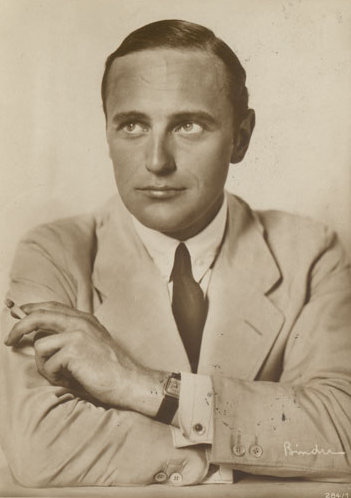
Harry Liedktke photographié par Alexander Binder.

Harry Liedtke (né le 12 octobre 1882 à Königsberg, province de Prusse-Orientale, Empire allemand; mort le 28 avril 1945 à Bad Saarow) est un acteur allemand.

## Biographie
Après la mort de son père en 1896, Harry Liedtke (septième enfant d'une fratrie de douze) vécut dans un orphelinat. Il suivit une formation de vendeur avant de prendre des cours de théâtre grâce à une de ses connaissances. Il eut son premier engagement au théâtre de Freiberg puis joua au New German Theatre de New York en 1908 et au Deutsches Theater en 1909.
Harry Liedtke fit sa première apparition à l'écran en 1912 dans Zu Spät (de). Il tourna dans plusieurs films d'Ernst Lubitsch et joua aussi dans quelques policiers. Il était un acteur populaire dans les années 1920 et fut le partenaire de Marlene Dietrich dans Je baise votre main, Madame. Il eut moins de succès après l'avènement du parlant.
Il a été marié à l'actrice Käthe Dorsch de 1920 à 1928.
Le 28 avril 1945, Harry Liedtke est tué en même temps que sa troisième femme Christa Tordy par des soldats de l'Armée rouge alors qu'il tentait de la protéger.

## Filmographie partielle
- 1917 : Der Ring der Giuditta Foscari d'Alfred Halm
- 1917 : La Joyeuse prison (Das fidele Gefängnis) d'Ernst Lubitsch
- 1917 : Lulu d'Alexander von Antalffy
- 1918 : Les Yeux de la momie (Die Augen der Mumie Ma) d'Ernst Lubitsch
- 1918 : Der gelbe Schein de Victor Janson et Eugen Illés (en)
- 1918 : Carmen d'Ernst Lubitsch
- 1919 : La Princesse aux huîtres (Die Austernprinzessin) d'Ernst Lubitsch
- 1919 : Die Tochter des Mehemed d'Alfred Halm
- 1919 : Vendetta de Georg Jacoby
- 1919 : Passion (Madame Dubarry) d'Ernst Lubitsch
- 1920 : Sumurun d'Ernst Lubitsch
- 1920 : So ein Mädel d'Urban Gad
- 1921 : L'Homme sans nom (de) (Der Mann ohne Namen) de Georg Jacoby
- 1922 : La Femme du pharaon (Das Weib des Pharao) d'Ernst Lubitsch
- 1923 : Le Petit Napoléon (Der kleine Napoleon)
- 1924 : Les Finances du grand-duc (Die Finanzen des Großherzogs) de Friedrich Wilhelm Murnau
- 1919 : La Du Barry (Passion)
- 1925 : Die Frau für 24 Stunden de Reinhold Schünzel
- 1926 : Madame ne veut pas d'enfants d'Alexander Korda
- 1926 : Kreuzzug des Weibes de Martin Berger
- 1927 : Die Geliebte de Robert Wiene
- 1929 : Je baise votre main, Madame de Robert Land
- 1929 : Mon copain de papa (Vater und Sohn) de Géza von Bolváry
- 1930 : Ma fiancée de Chicago de Géza von Bolváry
- 1930 : Le Roi du Danube (Donauwalzer) de Victor Janson
- 1931 : Nie wieder Liebe d'Anatole Litvak
- 1938 : Les étoiles brillent
- 1941 : Pilote malgré lui (en) (Quax, der Bruchpilot) de Kurt Hoffmann

## Sources de la traduction
- (en) Cet article est partiellement ou en totalité issu de l’article de Wikipédia en anglais intitulé « Harry Liedtke » (voir la liste des auteurs).